# Gabriel Diallo
Gabriel Diallo (n. 24 septembrie 2001, Montréal, provincia Québec, Canada) este un jucător profesionist canadian de tenis. Cea mai bună clasare a sa la simplu este locul 44 mondial, în iunie 2025, iar la dublu, locul 321 mondial, în ianuarie 2024. În prezent, este al treilea jucător canadian.